# Amariega
Amariega es el nombre de una variedad cultivar de manzano (Malus domestica) Esta manzana es originaria de Asturias y es una de las 76 variedades de manzana que se incluyen en la D.O.P. Sidra de Asturias. Está cultivada en la colección de manzanos asturianos del SERIDA.

## Características
El manzano de la variedad 'Amariega' tiene un vigor elevado. Silueta de la estructura de ramificación (sistema de formación en eje): 7. Tipo de fructificación: II
Época de inicio de floración (promedio periodo 2005-2009): De floración tardía, tiene un comportamiento en cuanto floración semejante al de la variedad 'Collaos' y 'Xuanina'.
La variedad de manzana Amariega tiene un fruto de tamaño mediano, firme.
Con predominio de forma aplanada globulosa y globulosa troncónica.
Cavidad del pedúnculo: Amplia y medianamente profunda. Bordes levemente ondulados. Fondo limpio o tomentoso, aisladamente aparece alguno con suave chapa ruginosa.
Pedúnculo mediano o largo y delgado. Presenta « russeting » muy elevado en la cubeta peduncular y a veces de tipo jaspeado en las proximidades de la cubeta ocular, ojo cerrado o ligeramente abierto.
Coloración roja y púrpura con estrías rojas y púrpuras sobre el 75% de la superficie con fondo amarillo blanquecino o verde blanquecino.
Maduración de finales de octubre a principios de noviembre.
Variedad de sabor amargo, por tanto con un elevado contenido en fenoles. Este tipo de variedades estaban muy escasamente representadas entre las variedades acogidas a la DOP Sidra de Asturias y resulta conveniente disponer de las mismas para utilizarlas en la proporción adecuada. Se utiliza en la producción de sidra.

## Rendimientos de producción
Producción: Entrada en producción rápida, cuando alcanza la plena producción ésta es >25 t/ha. Nivel de alternancia bastante elevado.
Rendimiento en mosto (l/100 kg): 69,6 ± 2,7. Azúcares totales (g/l): 12,37 ± 0,92 Acidez total (g/l H2SO4): 2,19 ± 0,33 pH: 3,77 ± 0,19 Fenoles totales (g/l ac. Tánico): 2,09 ± 0,45 Grupo tecnológico: Amargo.
Es de destacar los buenos resultados que se han obtenido al utilizar la manzana 'Amariega' en la elaboración de sidra, pues le aporta una importante carga tánica, ya que son los fenoles los que miden el grado de amargor, y tiene poca acidez.

## D.O.P.Sidra de Asturias
La Denominación de Origen Protegida (D.O.P.) sidra de Asturias se ha de elaborar exclusivamente con manzanas procedentes de parcelas asturianas inscritas en el “Consejo Regulador de la Denominación de Origen”, que es el organismo oficial que según el artículo 10 del reglamento (CEE 2081/92) acreditado para certificar que una sidra cumpla los requisitos establecidos en su reglamento para ser “Sidra de Asturias”.
En la actualidad (2018) cuenta con 31 lagares, 322 cosecheros y 843 hectáreas registradas y auditadas.

## Sensibilidades
- Oidio: ataque débil
- Moteado: ataque medio
- Momificado: ataque débil[8]
- Chancro del manzano: ataque débil.[4][6]